# Birkkarspitze
Birkkarspitze er et bjerg i Tyrol i Østrig. Det ligger centralt i bjergkæden Karwendel, i de Nordlige kalkalper, og med sine 2.749 meter over havet er det den højeste top i Karwendelområdet.
På sydsiden af Birkkarspitze har Birkkarbach sit udspring: I Hinterautal løber den sammen med Lafatscherbach og de udgør sammen starten på floden Isar.